# Dorcopsulus
Dorcopsulus là một chi động vật có vú trong họ Macropodidae, bộ Hai răng cửa. Chi này được Matschie miêu tả năm 1916. Loài điển hình của chi này là Dorcopsis macleayi Miklouho-Maclay, 1885.

## Các loài
Chi này gồm các loài:
- Dorcopsulus macleayi
- Dorcopsulus vanheurni